# Paulus kyrka
Paulus kyrka (finska: Paavalinkirkko) är en kyrka i Helsingfors. Våren 1928 beslöt man bygga en kyrka för tusen personer på tomten. I arkitekttävlingen deltog 51 tävlande, arkitekt Bertel Liljequists förslag belönades och användes som grund för byggarbetet. Kyrkans grundsten lades på hösten 1929, och kyrkan blev klar år 1931. Under Vinterkriget skadades kyrkans pelare vid huvudingången och en vägg. Man kan ännu se spåren från kriget. Kyrkan har senare grundrenoverats. Renoveringen, planerad av arkitektbyrå Slotte & Schütz, blev klar på hösten 2003. Kyrkovalvets målningar har gjorts av bildkonstnären Antti Salmenlinna. Kyrkans huvudorgel tillverkades 1931 av Kangasala orgelfabrik. Den restaurerades till ursprungligt skick av Orgelbyggeriet Veikko Virtanen år 2005. Kyrkan används av Paavalin seurakunta.